# Zastava Denvera
Zastava grada Denvera je službena zastava tog glavnog grada američke savezne države Colorado. Dizajnirao ju je lokalni srednjoškolac a prihvaćena je 1926. godine.
Na zastavi se nalazi bijela cik-cak linija koja dijeli gornje plavo od donjeg crvenog polja. U sredini plavog polja nalazi se žuti krug koji označava sunce i zlato u brdima Colorada. Krug je smješten u sredini čime simbolizira na središnji položaj Denvera unutar same savezne države.
Sama cik-cak linija u bijeloj boji simbolizira snijegom prekrivene planine u Coloradu kao i indijansku baštinu. Donje crveno polje označava crvenu boju zemlje.

## Vanjske poveznice
- Povijest zastave grada Denvera na službenoj web stranici grada  Arhivirana inačica izvorne stranice od 17. travnja 2008. (Wayback Machine)